# Màrino (Vladímir)
|  | Per a altres significats, vegeu «Màrino». |

Màrino (en rus: Марино) és un poble de l'óblast de Vladímir, a Rússia, segons el cens del 2010 tenia 9 habitants. Pertany al districte municipal de Koltxúguino.